# Harry Verney (2e baronnet)
Pour les articles homonymes, voir Verney.
Harry Verney (8 décembre 1801 – 12 février 1894) est un soldat et homme politique libéral anglais, qui a siégé à plusieurs reprises à la Chambre des communes entre 1832 et 1885.